# Jerewan
Jerewan, auch Eriwan oder Erewan (armenisch Երևան; IPA: jɛɾɛˈvɑn, anhörenⓘ – amtlich – ostarmenisch; oder Երեւան – traditionell – westarmenisch), ist die Hauptstadt und mit 1.098.900 Einwohnern (Stand 2023) die größte Stadt Armeniens. Jerewan, eine der ältesten Städte der Welt, ist auch das wirtschaftliche, kulturelle und wissenschaftliche Zentrum des Landes und wegen der Größe der Stadt eine eigene Provinz.

## Geschichte

### Vorgeschichte und Antike

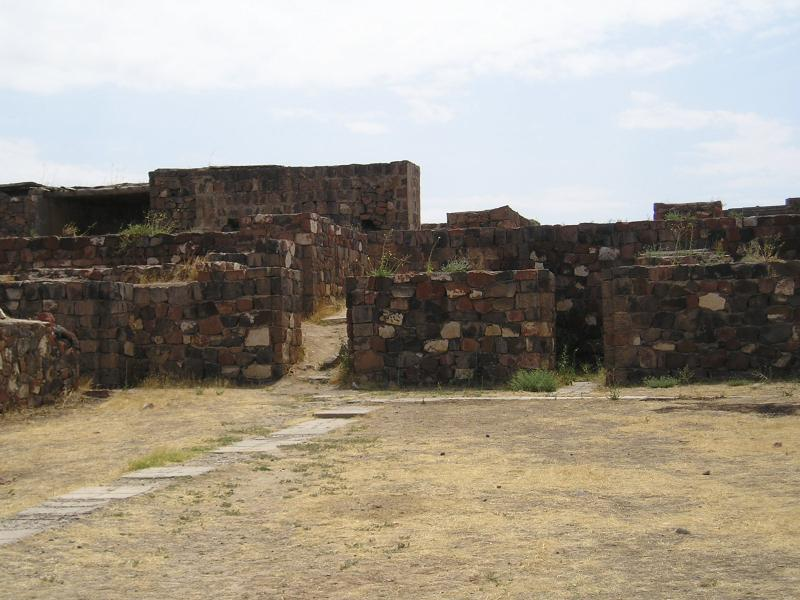
Überreste der Festung Erebuni

Das Gebiet Jerewans ist seit dem 4. Jahrtausend v. Chr. besiedelt. Befestigte Siedlungen aus der Bronzezeit kann man in Schengawit, Zizernakaberd, Karmir Blur, Arin Berd, Karmir Berd und Berdadsor finden. Die urartäische Siedlung Erebuni ist seit 782 v. Chr. nachweisbar. Sie wurde von dem König Argišti I. gegründet, um das neueroberte Gebiet im Araxes-Tal (Provinz 'Aza) zu sichern. Die Urartäer bauten Bewässerungsanlagen und Speicherbecken. Rusa II. erbaute Teišebai URU südwestlich des heutigen Jerewan auf dem Hügel Karmir Blur, Erebuni, die alte Hauptstadt wurde verlassen. 585 v. Chr. wurde Teišebai URU zerstört, vielleicht durch Skythen und Meder.
Zwischen dem 6. und 4. Jahrhundert v. Chr. war Jerewan eines der Zentren der Satrapie Armenien im Achämenidenreich. Die erste Kirche in Jerewan war die Peter-und-Paul-Kirche, die im 5. oder 6. Jahrhundert gegründet und 1931 zerstört wurde, um Platz für das Moskau-Kino zu machen.

### Muslimische Herrschaft

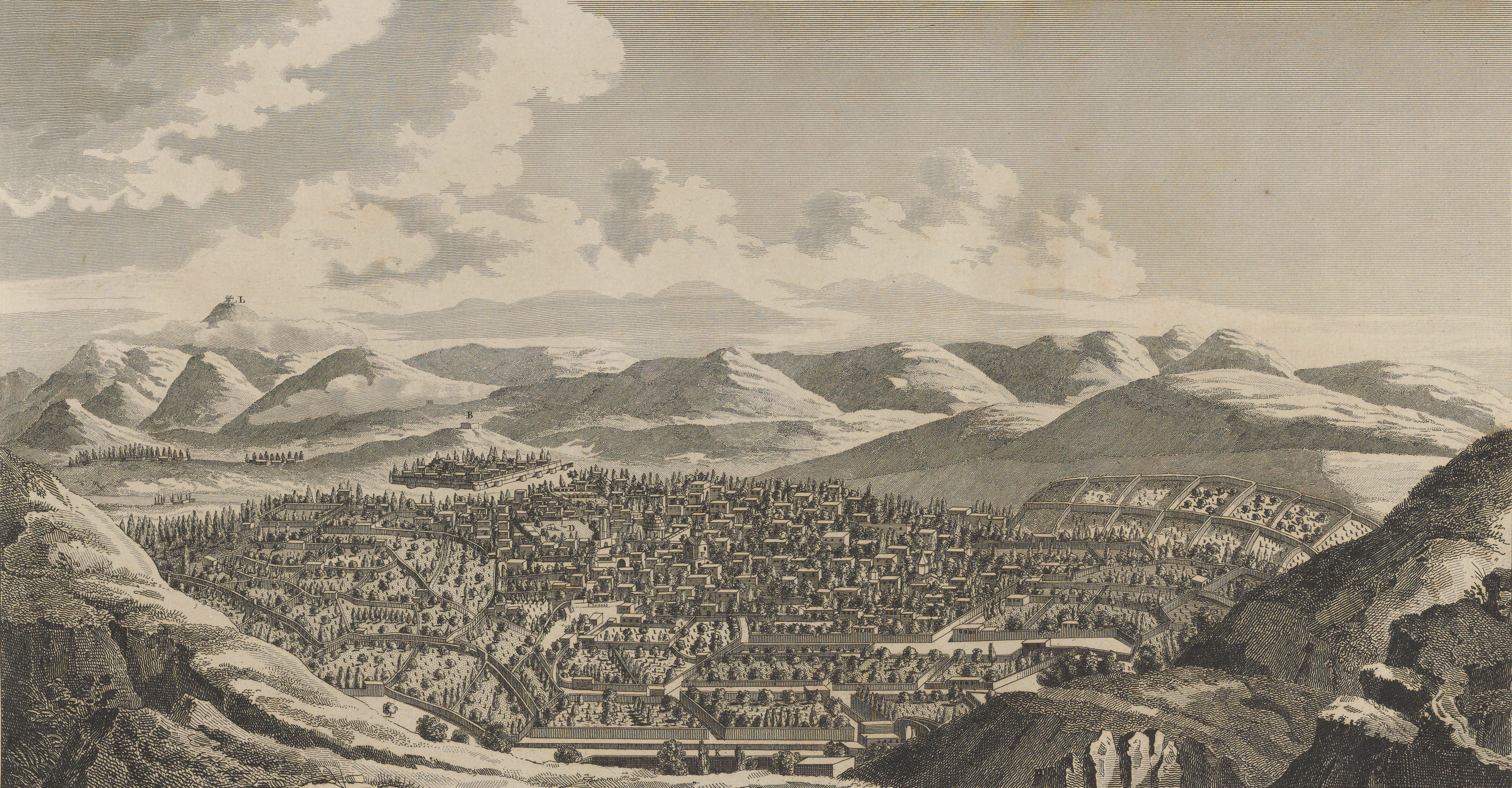
Eine Illustration Jerewans von Jean Chardin aus dem Jahr 1673

Jerewan wurde im Jahr 658 durch die Araber erobert. Seitdem war es als Schnittpunkt der Karawanenrouten zwischen Indien und Europa strategisch wichtig. Zwischen dem 9. und 11. Jahrhundert war Jerewan ein Teil des armenischen Reiches der Bagratiden, bevor es von den Seldschuken besetzt wurde. Im Jahre 1387 eroberten die Truppen des Timur Jerewan.
Später wurde Jerewan wegen seiner strategischen Wichtigkeit zu einem Zankapfel zwischen Persien und den Osmanen. Auf dem Höhepunkt dieser Kämpfe wechselte Jerewan in den Jahren 1513 und 1737 14-mal zwischen den beiden Reichen hin und her. Die Osmanen, Safawiden und Ilchane hatten Münzprägestätten in Jerewan.
1604 wurden hunderttausende Armenier und somit auch Einwohner Jerewans auf Befehl des persischen Schahs Abbas I. nach Persien deportiert. Als Konsequenz machten die Armenier später im Khanat Jerewan nur noch 20 % aus, während 80 % sesshafte oder nomadische Muslime (Perser, Türken, Kurden) waren. Die Armenier lebten in Jerewan oder den Dörfern. Sie dominierten in der Region verschiedene Berufe und den Handel, so dass sie ökonomisch gesehen für die Perser wichtig waren. Laut dem französischen Reisenden Jean-Baptiste Tavernier, welcher Jerewan zwischen 1631 und 1668 wahrscheinlich bis zu 6-mal besuchte, war die Stadt allerdings auch noch nach den Deportationen nur von Armeniern bewohnt. In den 1670ern besuchte der französische Reisende Jean Chardin die Stadt.

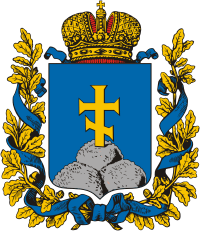
Das Wappen des russischen Gouvernements Eriwan.

Am 7. Juni 1679 zerstörte ein Erdbeben die Stadt. Unter den der Safawiden waren Jerewan und die umliegenden Gebiete Teil des Chukhursaad Beglerbegs. Seit 1747 war es Teil des Khanats Jerewan, das ein muslimisches Fürstentum unter persischer Oberherrschaft war. Dies blieb so, bis General Graf Iwan Paskewitsch am 13. Oktober 1827 die Stadt für das Kaiserreich Russland einnahm. Mit dem Frieden von Turkmantschai ging es in russischen Besitz über.

### Russische Herrschaft

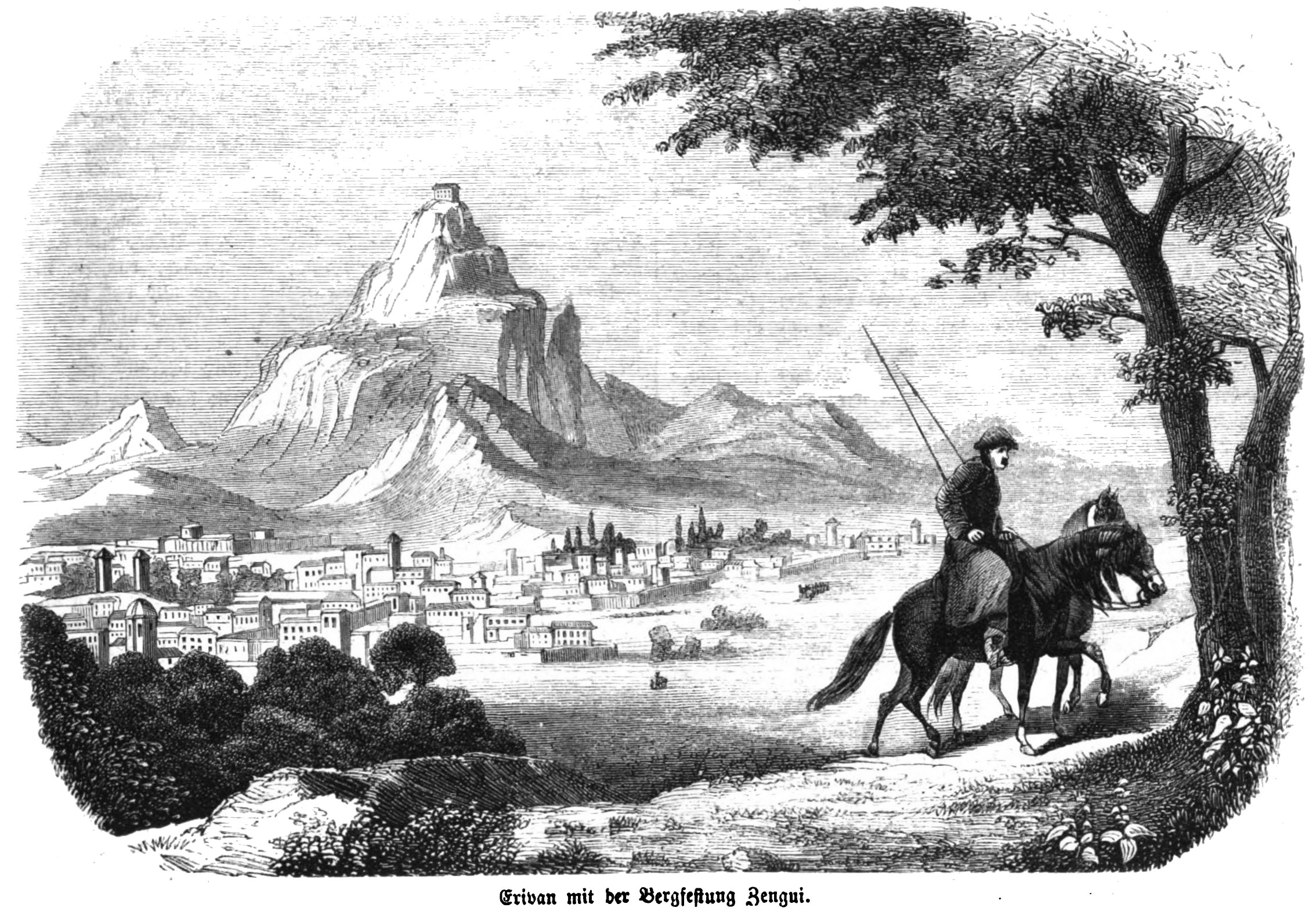
Eriwan 1856

Eriwan war Sitz der neu gegründeten Oblast Armenien und ab 1850 des Gouvernements Eriwan. Unter russischer Herrschaft war das Leben der Armenier vergleichsweise sicher. Die russische Regierung unterstützte armenische Siedler aus der Türkei und Persien, sodass die Bevölkerung zum Ende des 19. - Anfang des 20. Jahrhunderts auf 29.000 anstieg, wobei 49 % Aserbaidschaner/Tataren, 48 % Armenier und 2 % Russen waren.
Die ökonomische und politische Bedeutung der Stadt wuchs. Alte Häuser wurden durch neue Gebäude im europäischen Stil ersetzt. 1829 siedelte man armenische Rückkehrer aus Persien in einem neuen Stadtviertel an.
1854 wurden die beiden Frauenhochschulen St. Hripsime und St. Gayane eröffnet und 1874 eröffnete Zacharia Gevorkian die erste Druckerei. Das erste Theater der Stadt wurde 1879 eröffnet. Anfang des 20. Jahrhunderts verband eine Bahnlinie Eriwan mit Alexandropol, Tiflis und Dschulfa. Gleichzeitig wurde die erste öffentliche Bücherei eröffnet. 1913 ging ein Telefonnetz mit 80 Teilnehmern in Betrieb. Ein Großneffe Napoleon Bonapartes namens Louis Joseph Jérôme Napoléon war im frühen 20. Jahrhundert Gouverneur von Eriwan.

### Erste Republik Armenien

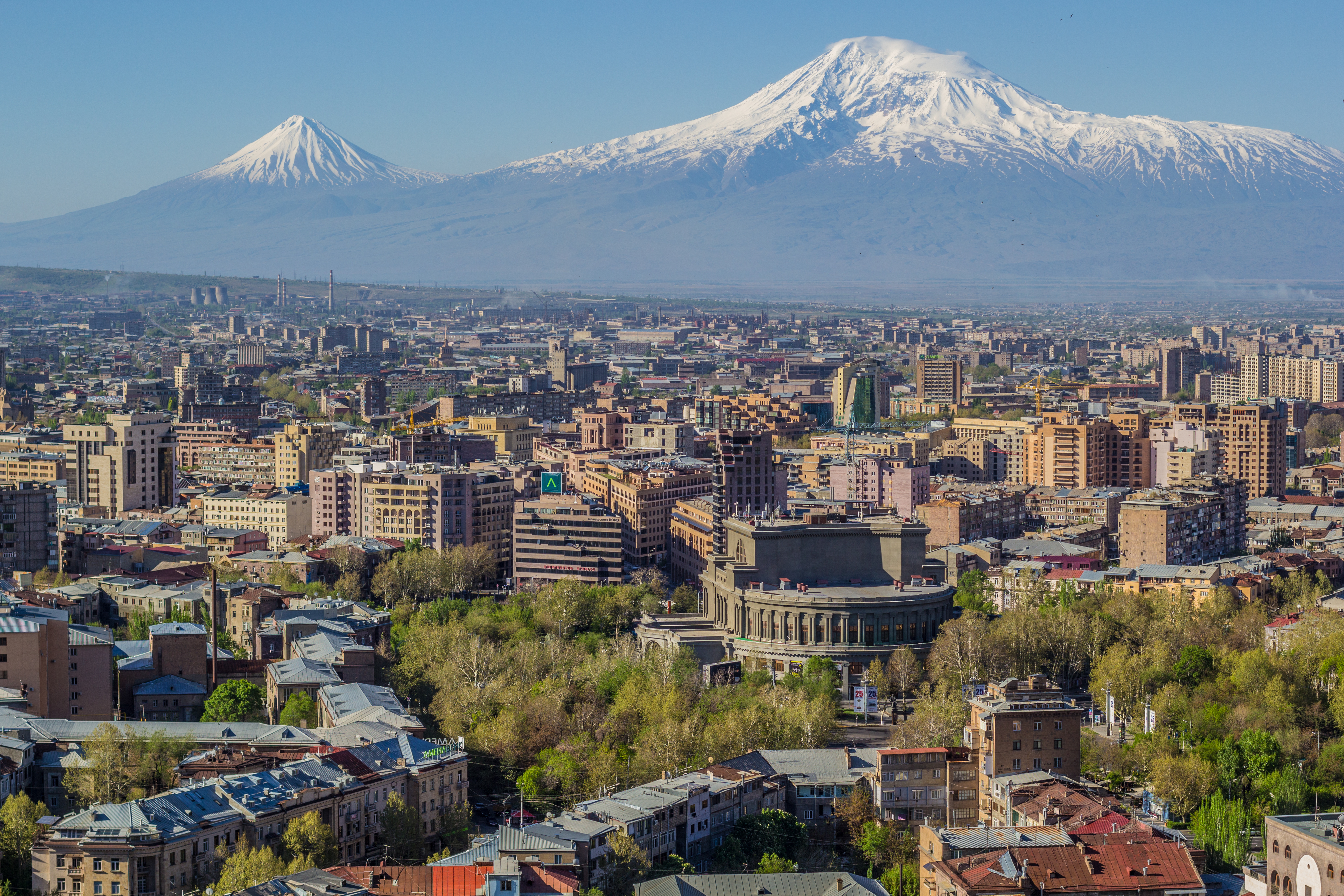
Mit dem Berg Ararat

1917 endete das Zarenreich in der Februarrevolution. Nach der Oktoberrevolution im gleichen Jahr und Ausbruch des Bürgerkriegs in Russland erklärten sich ‚Die Völker des Kaukasus‘ für unabhängig und gründeten am 22. April 1918 die Transkaukasische Demokratisch-Föderative Republik. Doch nach nur einem Monat (28. Mai 1918) zerbrach die Föderative Republik und Jerewan wurde im Mai 1918 Hauptstadt der Demokratischen Republik Armenien, später als Erste Republik Armenien bezeichnet.
Während der Invasion Armeniens seitens der Türkei besetzte am 29. November 1920 die 11. Rote Armee Jerewan. Nachdem Unterstützer der Unabhängigkeit die Hauptstadt im Februar 1921 zurückeroberten, ging sie am 2. April 1921 wieder verloren.

### Sowjetunion
Jerewan wurde zur Hauptstadt der Armenischen SSR und machte eine bedeutsame Entwicklung durch. Unter dem Architekten Alexander Tamanjan wurde das Stadtbild radikal verändert. Viele historische Gebäude, wie Kirchen, Moscheen, die persische Festung, Bäder, Bazare und Karawansereien wurden abgerissen. Viele Stadtdistrikte wurden nach den alten armenischen Heimatorten des osmanischen Reiches benannt. So wurden die Distrikte Arabkir, Malatia-Sebastia und Nork Marasch nach den heute türkischen Städten Arapgir, Malatya, Sivas und Marasch benannt. In der Stadt bestand das Kriegsgefangenenlager 115 für deutsche Kriegsgefangene des Zweiten Weltkriegs. Die Kriegsgefangenen wurden beim Bau von Gebäuden und Brücken eingesetzt.
Zum 50. Jahrestag des Armenischen Völkermordes fanden 1965 in Jerewan antisowjetische Proteste statt, die darauf zielten, die Sowjetunion zur Anerkennung des Völkermordes zu bewegen.
Jerewan spielte eine Schlüsselrolle in der armenisch-national-demokratischen Bewegung. Die Reformen im Zuge der Glasnost und Perestroika ermöglichten es, über Fragen und Themen wie den Status Bergkarabachs, Umwelt, Russifizierung, Korruption, Demokratie und eine eventuelle Unabhängigkeit zu diskutieren.

### Erneute Unabhängigkeit
Seit 1991 ist Jerewan die Hauptstadt des erneut unabhängigen Armeniens.
2018 wurde der 2800. Jahrestag der Stadt gefeiert.

## Politik
- KP: 24
- AAK: 14
- MH: 12
- HP: 8
- HDK: 7

### Bürgermeister
Die ersten drei Bürgermeister Jerewans nach der Unabhängigkeit von der UdSSR gehörten der Armenischen Allnationalen Bewegung an, seit Mai 1998 gehörten alle Bürgermeister zur Republikanischen Partei Armeniens. Vom 13. Oktober 2018 bis 2021 regierte mit Hajk Marutjan, welcher der Partei Zivilvertrag im Bündnis der Mein-Schritt-Allianz (IKD) angehörte, erstmals wieder ein Vertreter einer anderen Partei die armenische Hauptstadt. Er wurde am 22. Dezember 2021 auf einer außerordentlichen Sitzung des Stadtrats durch den bisherigen Vize-Bürgermeister Hratschja Sargsjan ersetzt, welcher ebenfalls der IKD-Fraktion (jedoch der Partei Mission) angehörte. Sargsjan trat schon nach 15 Monaten, am 17. März 2023, zurück. Dadurch vertrat seitdem einer der bisherigen Stellvertreter, Tigran Awinjan (Partei Zivilvertrag), die Position. Dessen Fraktion entschied sich, bis zu den Stadtratswahlen Ende 2023 keinen neuen Bürgermeister mehr formell einzusetzen. Als bei den Wahlen zum Jerewaner Stadtrat am 17. September 2023 die Partei Zivilvertrag trotz Verlusten als stärkste Kraft hervorging, konnte deren Spitzenkandidat Awinjan nach Koalitionsverhandlungen mit der Partei Republik am 13. Oktober formell als Bürgermeister vereidigt werden.

## Geografie

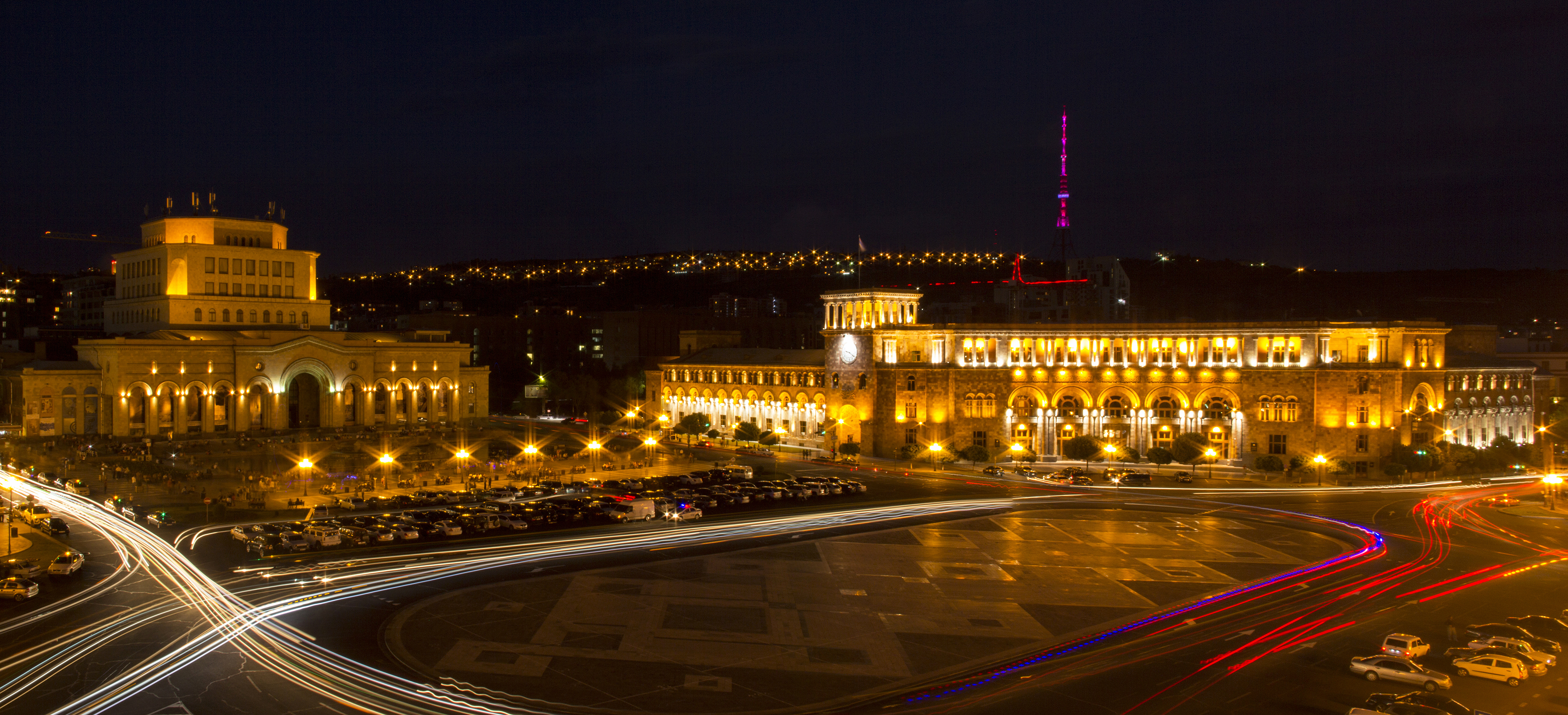
Regierungsgebäude am Platz der Republik

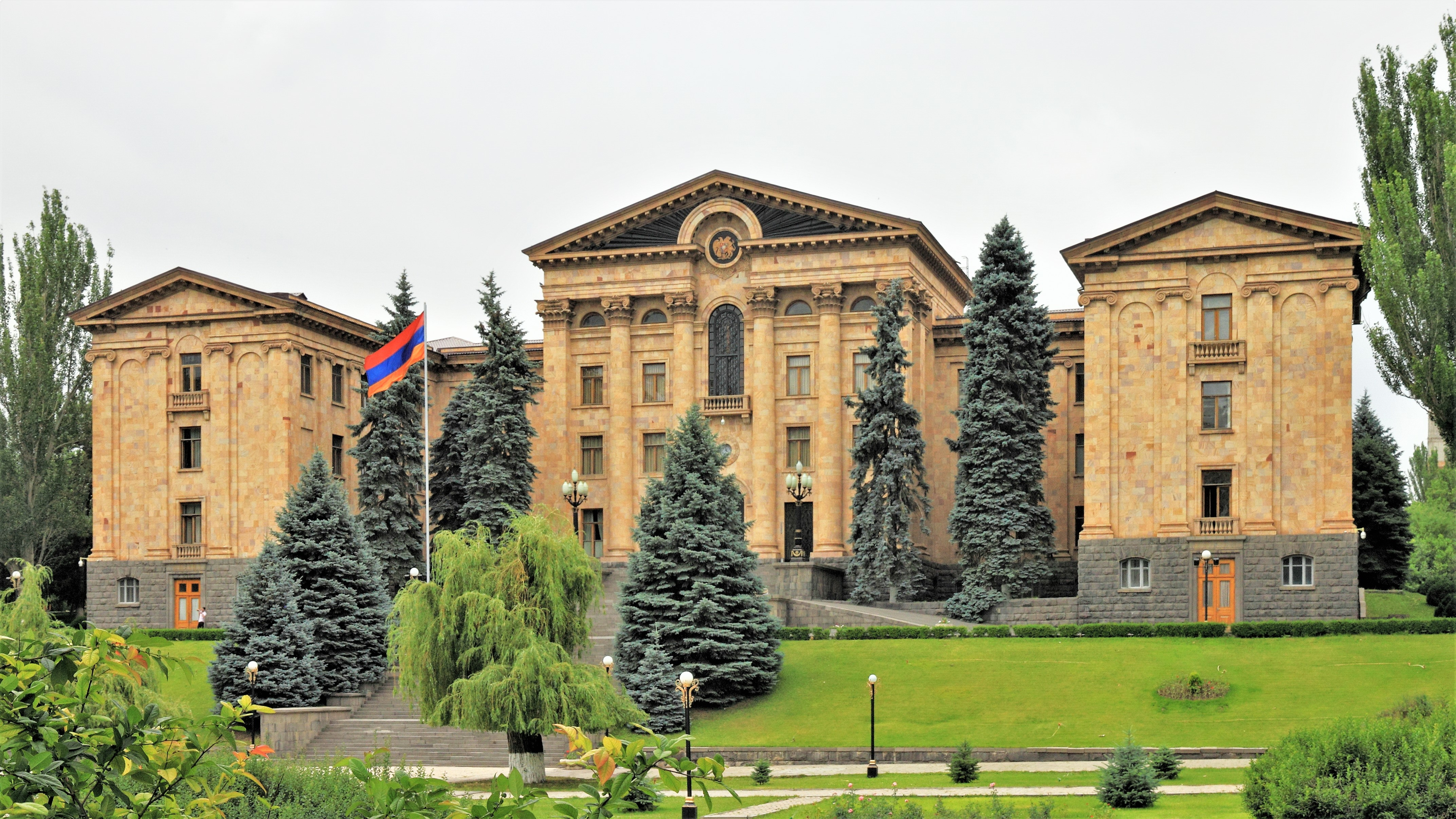
Parlamentsgebäude an der Marschall-Baghramjan-Straße

### Lage
Jerewan liegt 950 bis 1300 Meter über dem Meeresspiegel an den Ufern des Hrasdan, eines Zuflusses des Arax, in einem malerischen hufeisenförmigen Talkessel, der von drei Seiten von Bergen umgeben ist. Innerhalb der Republik Armenien liegt die Stadt relativ zentral.

### Klima
In Jerewan herrscht semiarides Kontinentalklima (nach der Klassifikation von Köppen und Geiger: Bsk) mit einem trockenen, heißen Sommer und einem kalten, schneereichen Winter. Das Temperaturmittel beträgt 11,6 °C und die Niederschlagsmenge ist gering und beträgt jährlich etwa 277 Millimeter. Der Sommer ist sehr niederschlagsarm. Das ganze Jahr über gibt es große Temperaturschwankungen innerhalb eines Tages, insbesondere im Sommer.
|                       | Jan | Feb | Mär | Apr | Mai | Jun  | Jul  | Aug  | Sep  | Okt | Nov | Dez |   |      |
| Mittl. Tagesmax. (°C) | 1   | 4   | 11  | 19  | 24  | 29   | 33   | 35   | 32   | 21  | 12  | 4   | ⌀ | 18,8 |
| Mittl. Tagesmin. (°C) | −8  | −6  | 0   | 6   | 10  | 14   | 17   | 17   | 12   | 7   | 1   | −4  | ⌀ | 5,6  |
|                       |     |     |     |     |     |      |      |      |      |     |     |     |   |      |
| Niederschlag (mm)     | 22  | 25  | 30  | 37  | 44  | 21   | 9    | 8    | 8    | 27  | 23  | 23  | Σ | 277  |
|                       |     |     |     |     |     |      |      |      |      |     |     |     |   |      |
| Sonnenstunden (h/d)   | 2,9 | 4,2 | 5,5 | 7,1 | 9,1 | 11,1 | 11,6 | 11,4 | 10,0 | 7,9 | 4,8 | 2,9 | ⌀ | 7,4  |
|                       |     |     |     |     |     |      |      |      |      |     |     |     |   |      |
| Regentage (d)         | 9   | 9   | 8   | 11  | 13  | 8    | 5    | 3    | 4    | 7   | 7   | 8   | Σ | 92   |
|                       |     |     |     |     |     |      |      |      |      |     |     |     |   |      |
| Luftfeuchtigkeit (%)  | 79  | 76  | 63  | 57  | 56  | 50   | 46   | 47   | 50   | 63  | 74  | 79  | ⌀ | 61,6 |

| −8 |

| −6 |

| 0 |

| 6 |

| 10 |

| 14 |

| 17 |

| 17 |

| 12 |

| 7 |

| 1 |

| −4 |

| −8 |

| −6 |

| 0 |

| 6 |

| 10 |

| 14 |

| 17 |

| 17 |

| 12 |

| 7 |

| 1 |

| −4 |

### Zeitzone
Es wird ganzjährig die Zeitzone UTC+4 verwendet, obwohl die Zeitzone UTC+3 besser der örtlichen Sonnenzeit entspräche. Folglich tritt wahrer Mittag (nach Sonnenzeit) durchschnittlich erst um 13:16 ein. Umstellung auf Sommerzeit findet nicht statt.

## Gliederung
Jerewan besteht aus zwölf Distrikten oder auch Nachbarschaftsgemeinschaften (armenisch թաղային համայնքները), die wiederum in Nachbarschaften (armenisch թաղամաս) eingeteilt sind. Einige der Distrikte tragen die Namen heutiger türkischer Städte wie Malatia-Sebastia oder Arabkir. Dies ist damit zu erklären, dass viele armenische Flüchtlinge und Zuwanderer aus jenen Städten nach Jerewan zogen. Diese Flüchtlinge gaben den Distrikten die Namen ihrer alten Heimat. Die Distrikte im Einzelnen sind:

Die zwölf Distrikte Jerewans

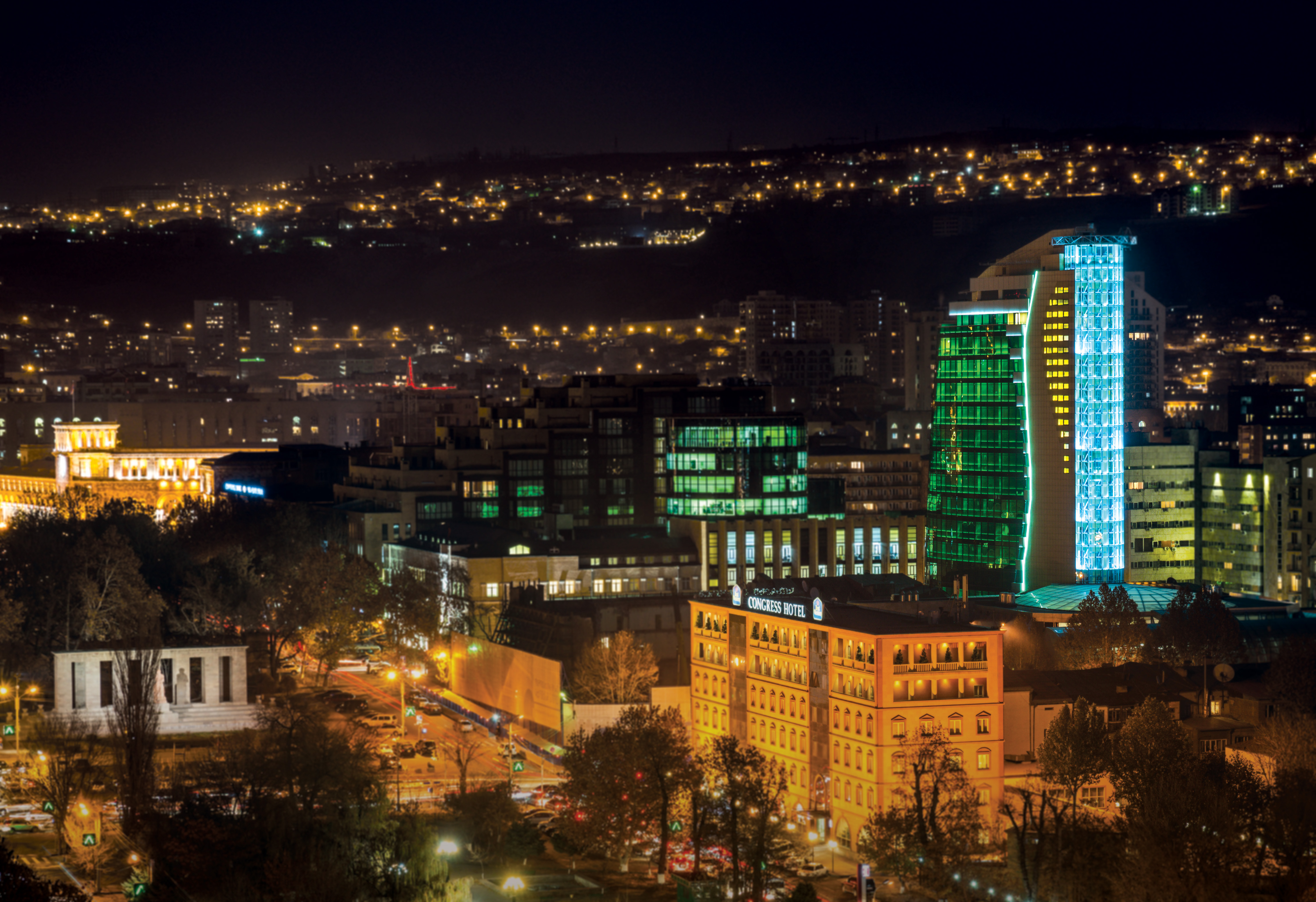
Im Zentrum der Stadt, rechts im Bild das Elite Plaza Business Center

| Distrikt                          | Nachbarschaften                                                                            | Fläche in ha (2022) | Einwohner (2022) |
| --------------------------------- | ------------------------------------------------------------------------------------------ | ------------------- | ---------------- |
| Adschapnjak Աջափնյակ              | Adschapnjak, Noraschen, Nasarbekjan, Silikjan, Lukaschin, Haghtanak, Wahakni               | 2582                | 111.100          |
| Arabkir Արաբկիր                   | Nor Arabkir, Ajgedsor                                                                      | 114,5               | 114.900          |
| Awan Ավան                         | Awan, Awan Aresch 1 und 2                                                                  | 812                 | 53.600           |
| Dawtaschen Դավթաշեն               | Dawtaschen, Narek                                                                          | 652                 | 43.900           |
| Erebuni Էրեբունի                  | Erebuni, Nor Aresch, Sari Tagh, Wardaschen, Muschawan, Werin Jraschen                      | 4850                | 130.300          |
| Kanaker-Sejtun Քանաքեր-Զեյթուն    | Kanaker, Nor Sejtun                                                                        | 773                 | 75.200           |
| Kentron Կենտրոն                   | Pokr Kentron, Noragjugh, Nor Kilikia, Ajgestan, Tigran mes Kond                            | 1335                | 126.500          |
| Malatia-Sebastia Մալաթիա-Սեբաստիա | Nor Malatia, Nor Sebastia, Sorawar Andranik, Schahumjan, Araratjan                         | 2516                | 141.700          |
| Nork-Marasch Նորք-Մարաշ           | Nork, Nor Marasch                                                                          | 476                 | 12.100           |
| Nor Nork Նոր Նորք                 | Nor Nork                                                                                   | 1411                | 134.600          |
| Nubaraschen Նուբարաշեն            | Nubaraschen                                                                                | 1724                | 10.400           |
| Schengawit Շենգավիթ               | Nerkin Schengawit, Werin Schengawit, Koghb, Nerkin Tscharbach, Werin Tscharbach, Noragawit | 4060                | 142.100          |

## Wirtschaft

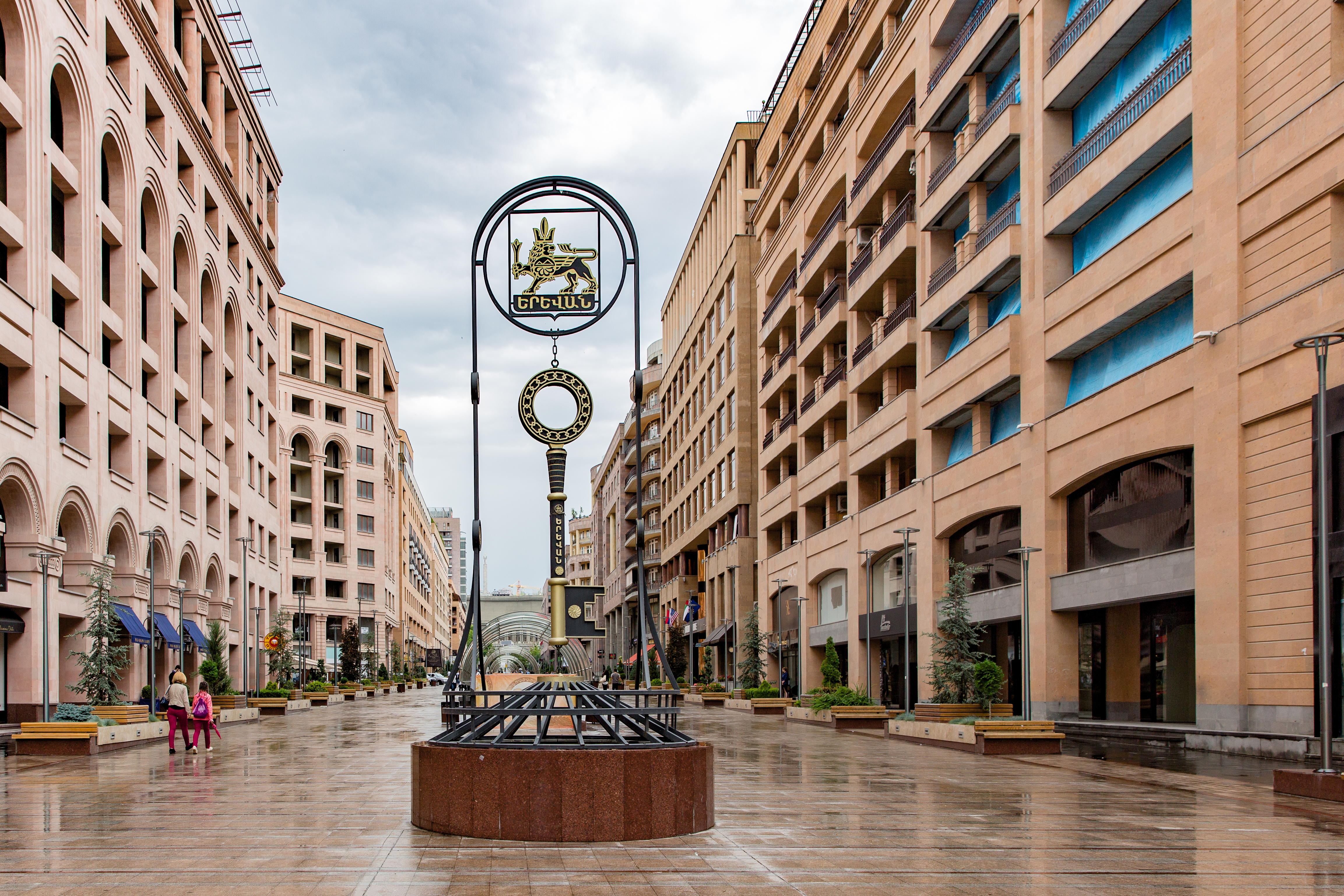
Neu angelegtes Stadtviertel in Jerewan

Jerewan, Anfang des 20. Jahrhunderts noch eine Kleinstadt ohne bedeutende Funktion im zaristischen Russland, ist die Hauptstadt Armeniens geworden, wo neben einer Entwicklung der Industrie ein Aufschwung des Bildungswesens, der Forschung und der Nationalkultur zu verzeichnen war. Innerhalb weniger Jahrzehnte hat sich die Einwohnerzahl beinahe verdreizehnfacht.
In der Stadt entstanden Betriebe der elektrotechnischen, chemischen, Metall-, Textil-, Maschinenbau-, Leicht- und Nahrungsmittelindustrie, unter anderem die Yerevan Brandy Company, die Spirituosenfabrik Ararat oder der Süßwarenhersteller Grand Candy. 1952 wurde die Yerevan Brewery gegründet, die seitdem das Kilikia-Bier produziert. Der Automobilhersteller Jerewanski Awtomobilny Sawod stellte 2004 den Betrieb ein.
Jerewan ist Mittelpunkt des armenischen Finanzsektors, alle kommerziellen Banken, die Zentralbank der Republik Armenien und die Armenische Börse haben hier ihren Sitz.

## Verkehr

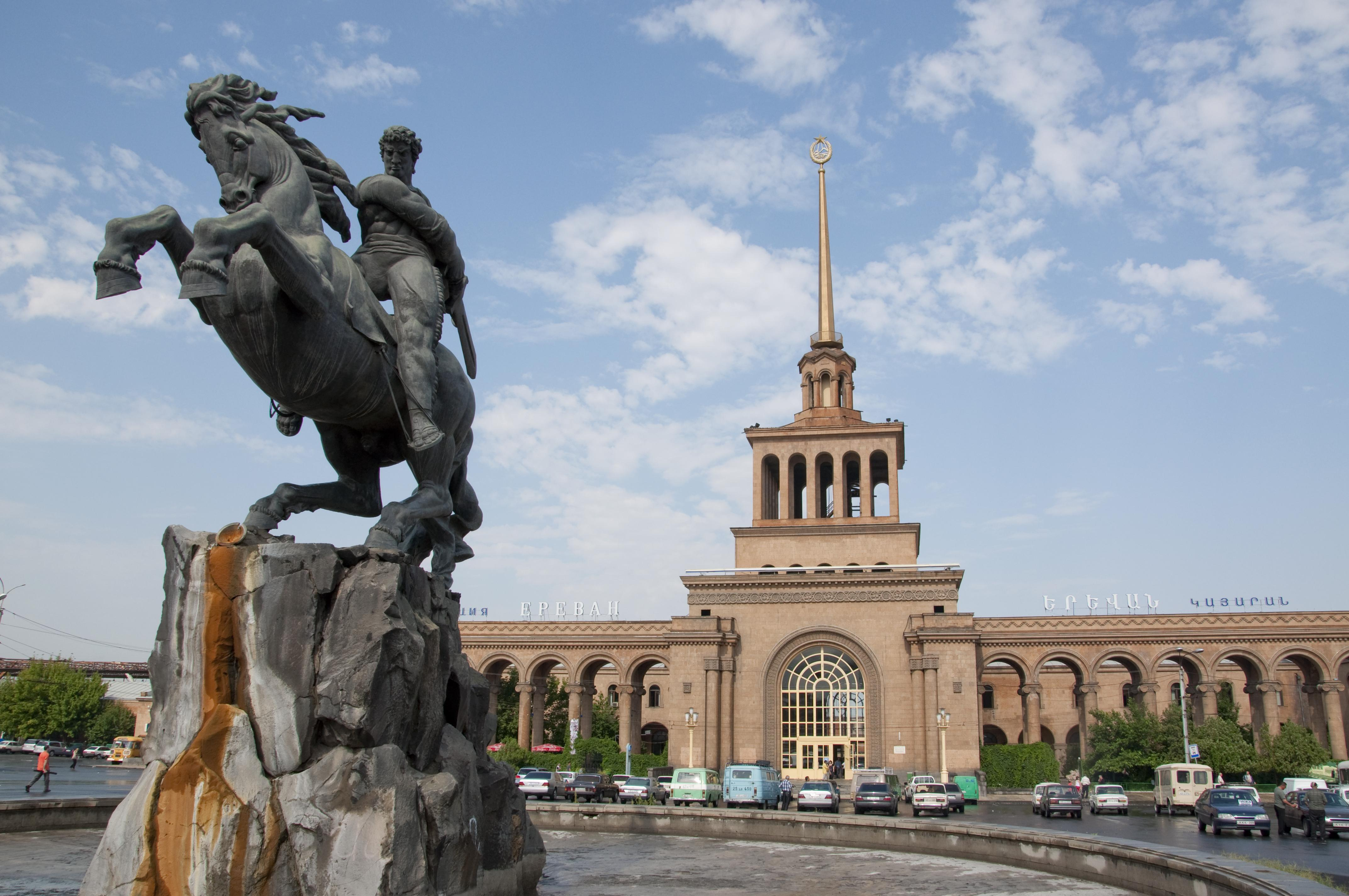
Hauptbahnhof

Jerewan ist zum wichtigsten Verkehrsknotenpunkt des Landes mit Straßen, Eisenbahn, der Metro und dem Flughafen geworden. Ergänzt wird die Metro durch den Oberleitungsbus. In der Schlucht des Flusses Hrasdan verläuft die 2,1 km lange sogenannte Kindereisenbahn. Die zweitgrößte Stadt Gjumri ist mit modernen Zügen in zwei Stunden vom Hauptbahnhof erreichbar.
Der internationale Flughafen „Swartnoz“ von Jerewan ist der wichtigste Flughafen der Republik Armenien und nahm 1961 den Betrieb auf. Am 17. Dezember 2001 unterzeichnete die Regierung der Republik Armenien eine Konzessionsvereinbarung mit der argentinischen Corporación América, mit der die Verwaltung des Flughafens von Jerewan für 30 Jahre dem Betreiber Armenia International Airports (CJSC) übertragen wurde.

## Energie

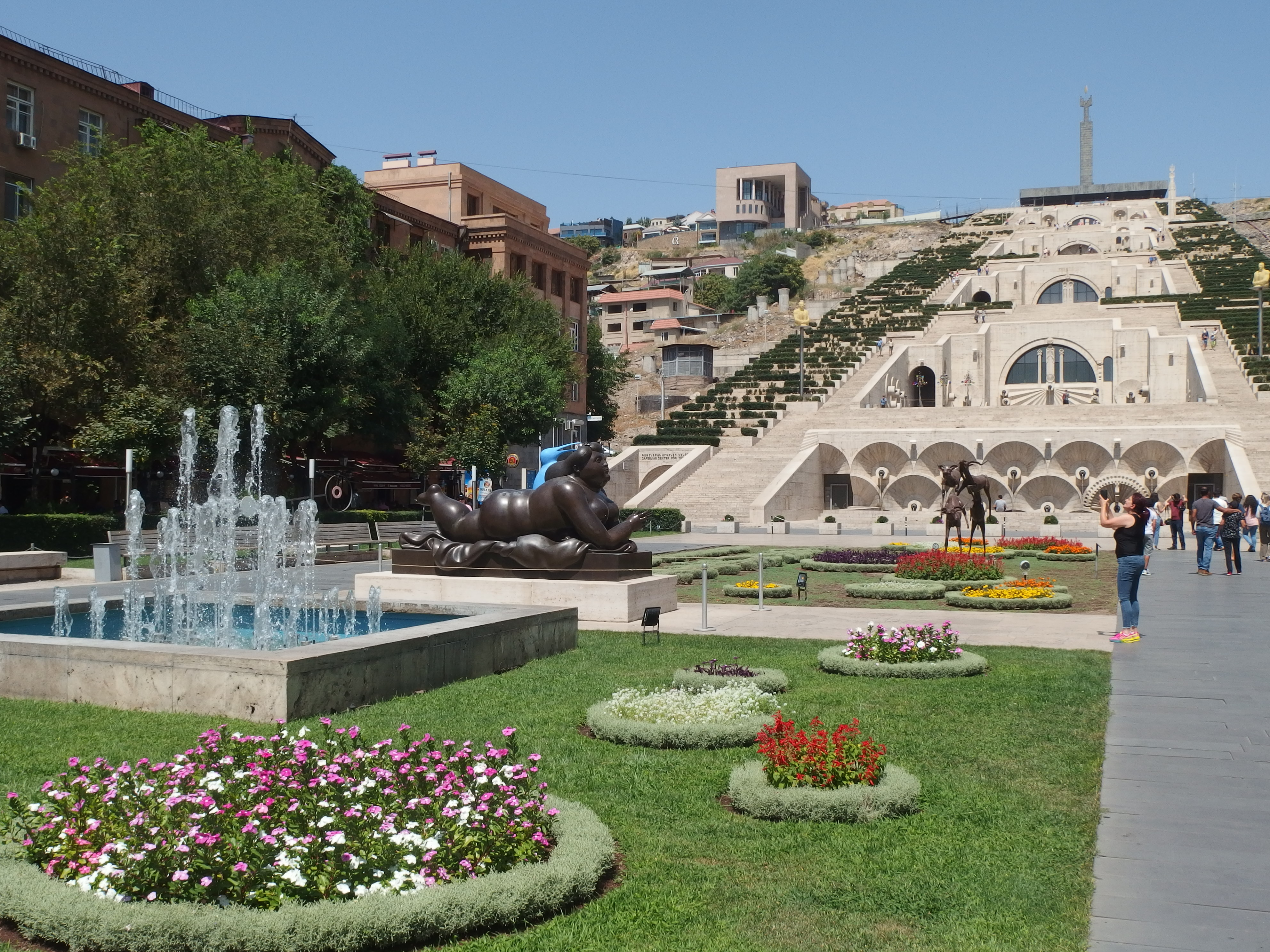
Kaskade

Im Süden der Stadt befindet sich das Wärmekraftwerk von Jerewan. Ursprünglich im Jahr 1961 eröffnet, wurde 2007 eine modernere Anlage errichtet, die mit einer neuen Gas-Dampf-Mischturbine ausgestattet wurde. Im März 2017 wurde zudem der Bau eines neuen Wärmekraftwerks mit einer Erstinvestition von 258 Millionen US-Dollar und einer geplanten Kapazität von 250 Megawatt begonnen. Das Kraftwerk soll 2019 den Betrieb aufnehmen.
Die Lage der Stadt am Ufer des Flusses Hrasdan ermöglicht die Erzeugung von Energie aus Wasserkraft. Als Teil der Sewan-Hrasdan-Kaskade sind drei Wasserkraftwerke im Verwaltungsgebiet von Jerewan errichtet worden: Kanaker, Jerewan-1 und Jerewan-3. Diese wurden 2003 privatisiert und befanden sich bis 2019 im Besitz des russischen Betreibers RusHydro, welcher sie daraufhin an die Tashir Group des armenischstämmigen russischen Milliardärs Samwel Karapetjan veräußert hatte.

## Bildung und Wissenschaft

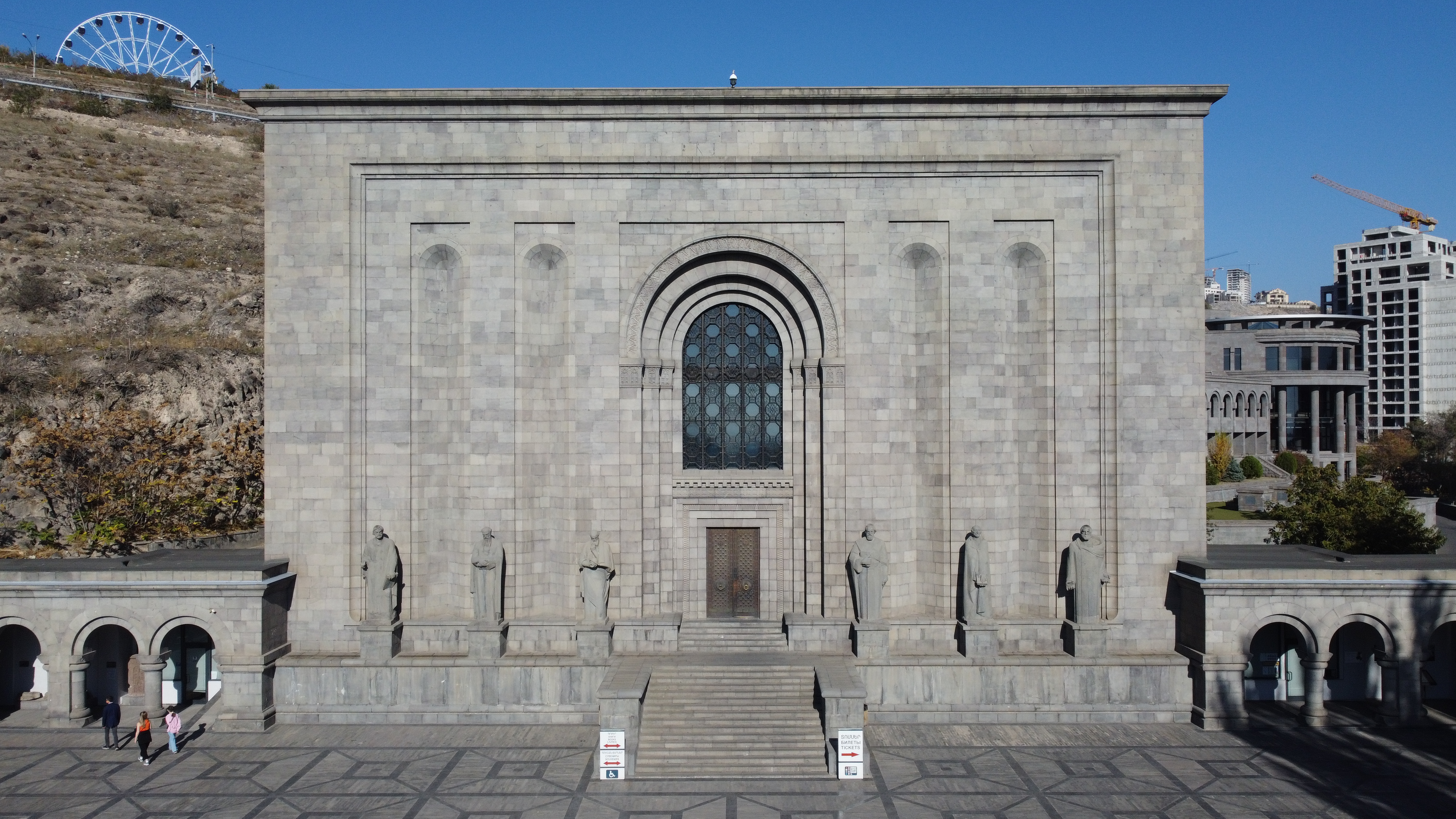
Institut Matenadaran

In der Stadt befinden sich über 200 Schulen, von denen einige bereits seit dem frühen 20. Jahrhundert bestehen. Daneben gibt es etwa 162 Kindergärten.
Jerewan ist als Universitätsstadt Sitz zahlreicher Universitäten und Hochschulen. Dazu gehören die Staatliche Universität Jerewan, die Nationale Universität für Architektur und Bauwesen Armeniens, die Armenische Staatliche Wirtschaftsuniversität, die Nationale Polytechnische Universität Armeniens, die Russisch-Armenische Universität, die Staatliche Medizinische Universität Jerewan, die Jerewaner Staatliche W. Brjussow-Universität für Sprachen und Sozialwissenschaften, das Staatliche Konservatorium Jerewan, die American University of Armenia, die Eurasia International University, die Armenische Staatliche Pädagogische Universität, die Französische Universität in Armenien sowie mehrere weitere Hochschulen und Forschungsinstitute.
Die Armenische Nationale Akademie der Wissenschaften hat ihren Hauptsitz in Jerewan. Im Botanischen Garten Jerewans befindet sich das zur Akademie gehörige Botanische Institut.

## Sport
Jerewan ist das wichtigste sportliche Zentrum Armeniens. Der FC Ararat Jerewan ist dabei einer der ältesten und der erfolgreichste Verein des Landes. Ararat Jerewan war zur Zeit der Sowjetunion der erfolgreichste Verein Armeniens in der höchsten sowjetischen Liga und konnte in der Saison 1973 sogar das sowjetische Double gewinnen. Jerewan erhielt den Zuschlag als Austragungsort für die X. Spiele der Frankophonie im Jahr 2027 – eine internationale Sport- und Kulturveranstaltung der französischsprachigen Gemeinschaft in der Welt.

## Kultur und Sehenswürdigkeiten

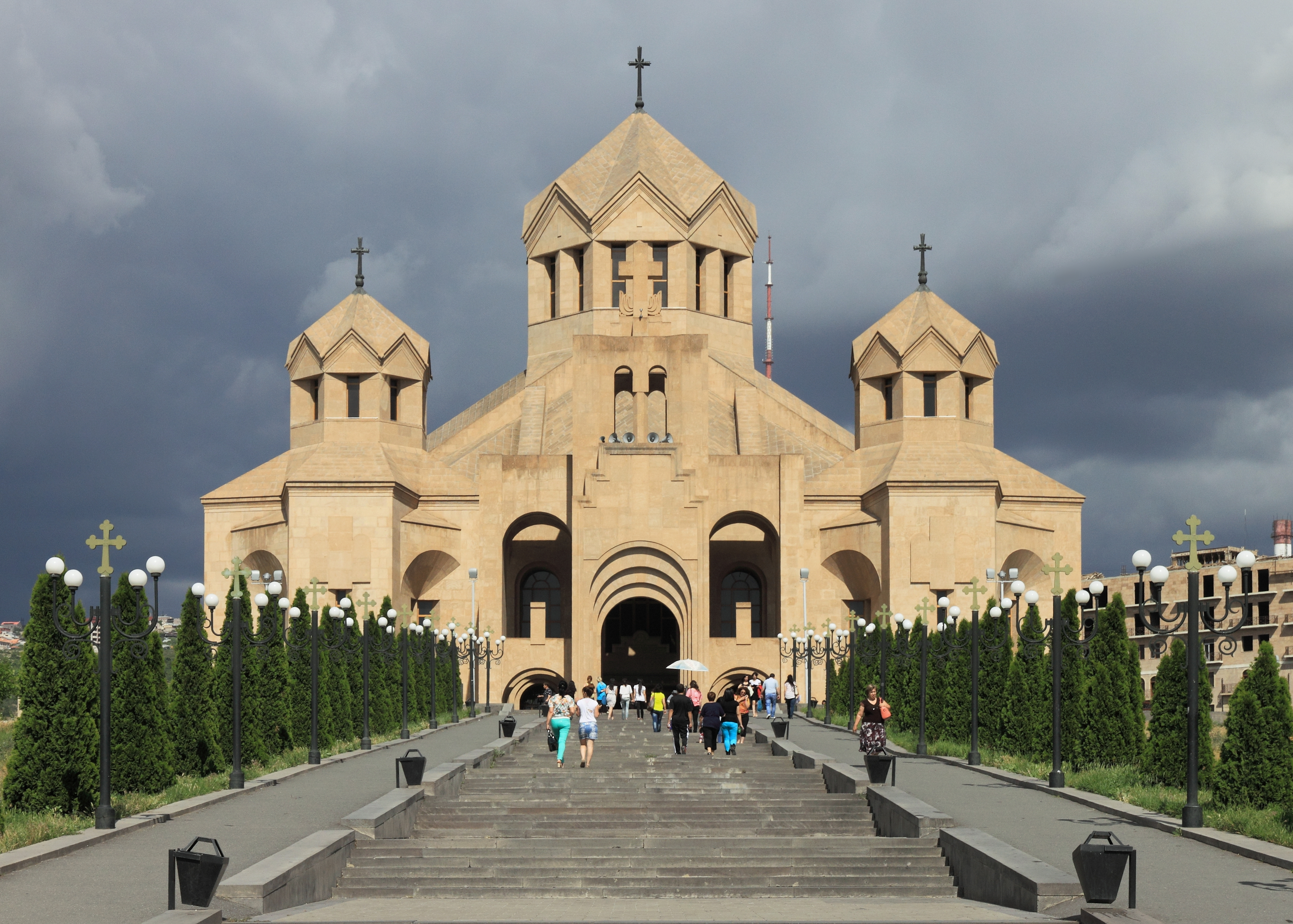
Kathedrale des Heiligen Gregor des Erleuchters

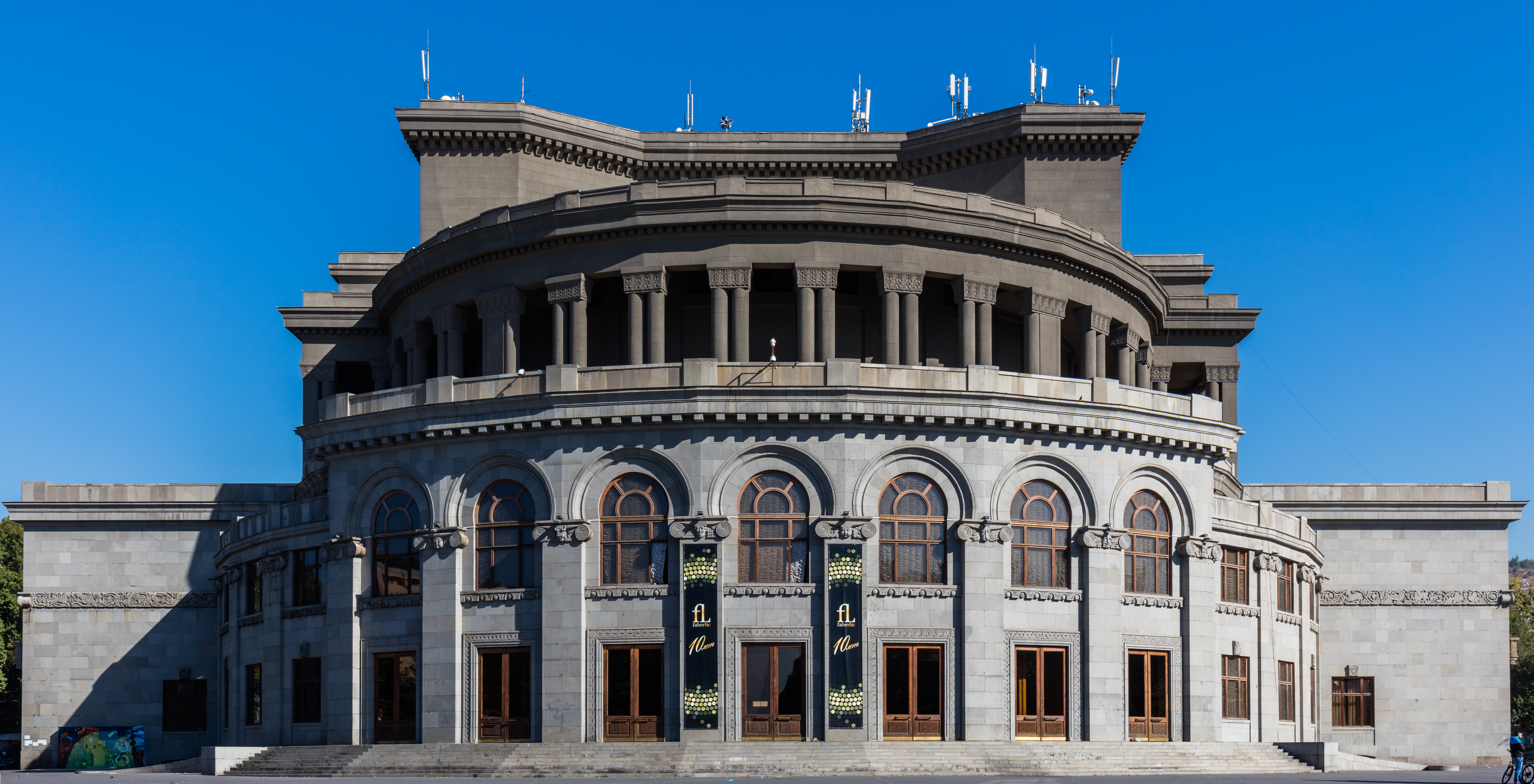
Opernhaus

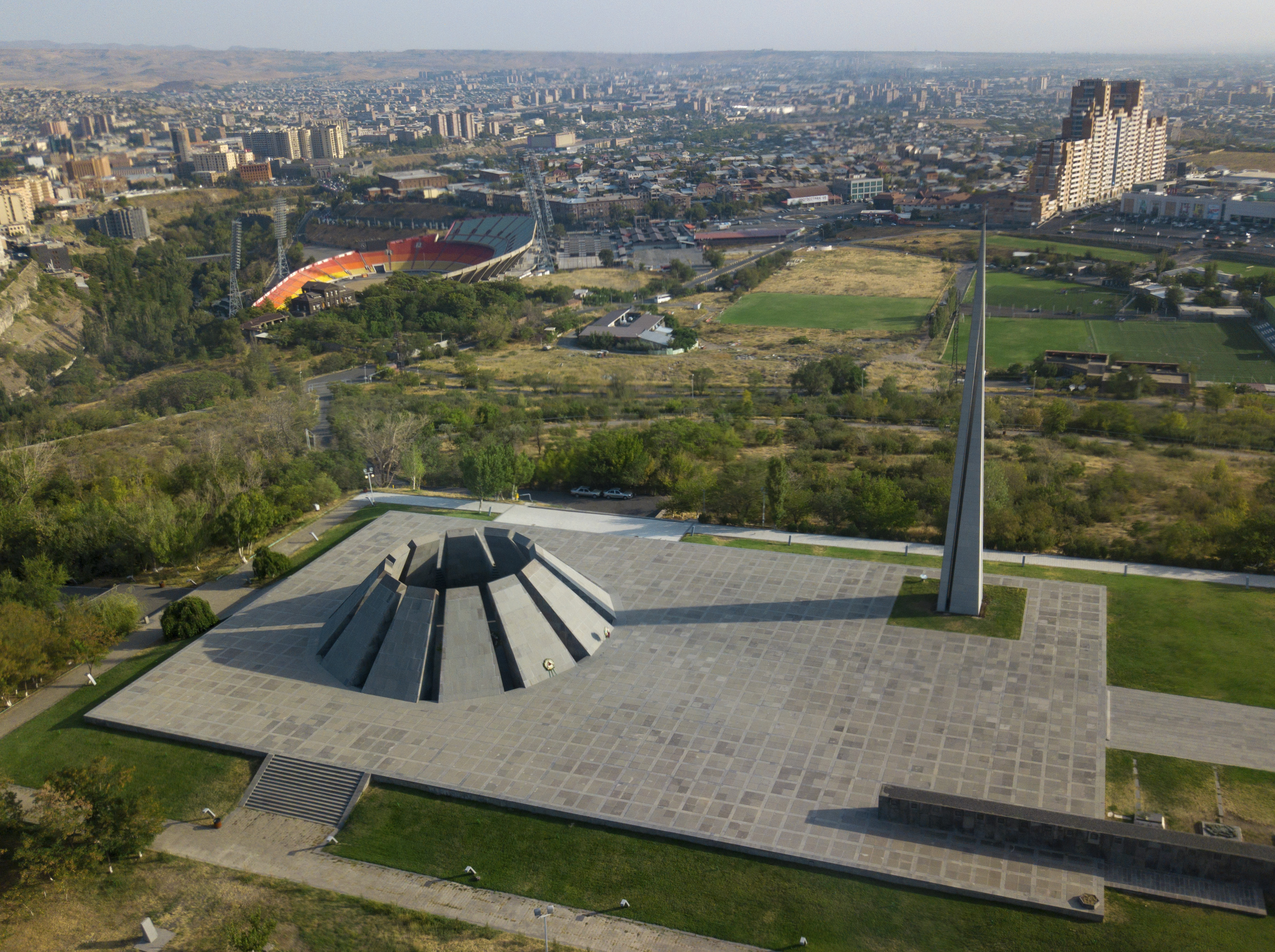
Gedenkstätte Zizernakaberd

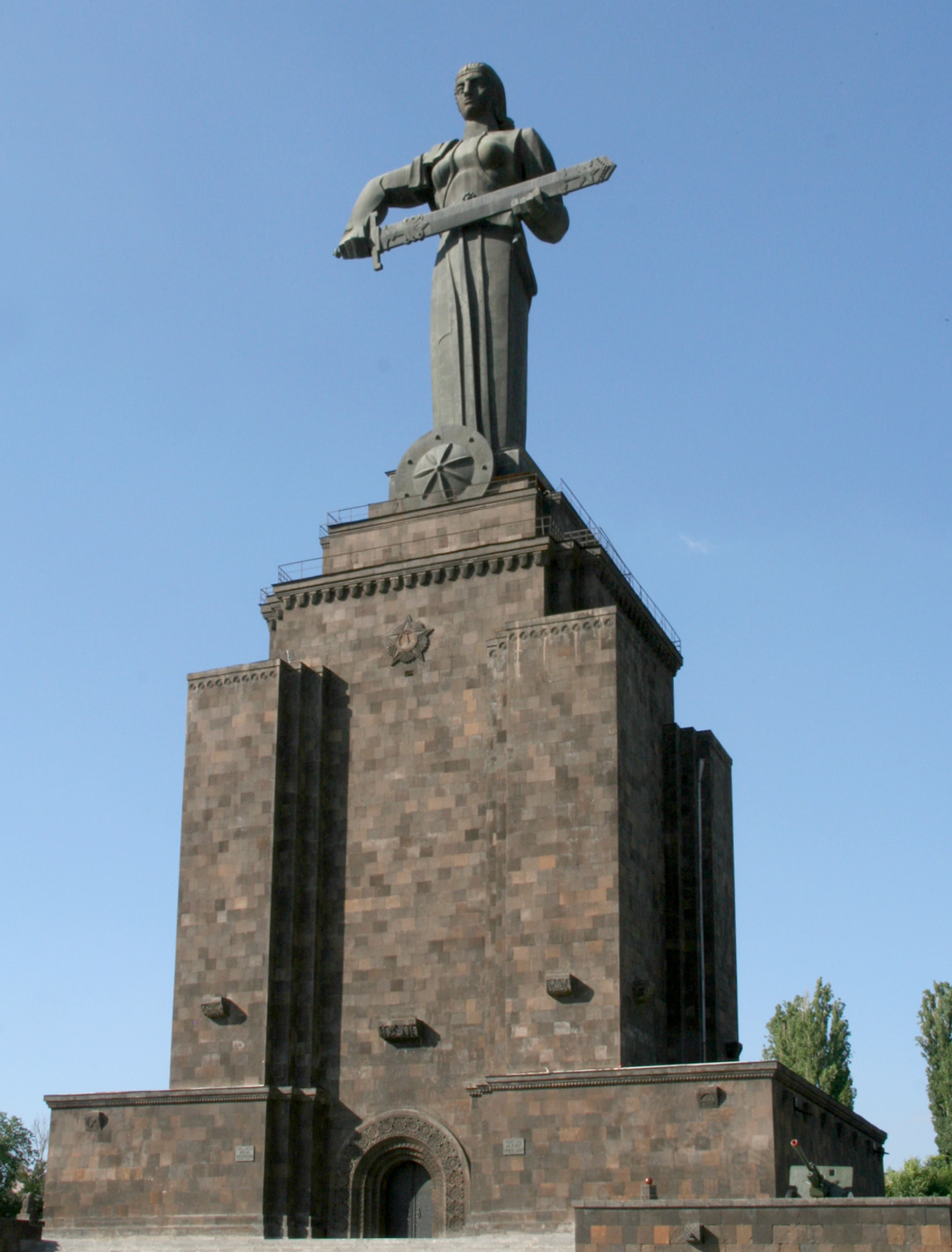
Denkmal Mutter Armenien

Auf dem Hügel Arin-Berd befinden sich Reste der urartäischen Festung Erebuni, die König Argišti I. 782 v. Chr. erbauen ließ.
Von den mittelalterlichen Bauwerken sind von besonderem Interesse die im 13. Jahrhundert entstandene Kreuzkuppelkirche Katogike aus Tuff und die zwischen 1691 und 1705 erbaute Sorawar-Kirche mit acht Apsiden.
Die Sankt-Sarkis-Kathedrale im Stadtzentrum (Kentron), Sitz der armenisch-apostolischen Diözese Ararat, stammt aus dem Jahre 1842, wurde aber in den 1970er Jahren grundlegend umgestaltet.
Die von 1997 bis 2001 errichtete Kathedrale des Heiligen Gregor des Erleuchters im Stadtzentrum (Kentron) ist gegenwärtig die größte Kirche der Armenischen Apostolischen Kirche weltweit. Anlass war der 1700. Jahrestag der Einführung des Christentums als Staatsreligion in Armenien, die auf 301 n. Chr. festgelegt wurde. Der Bau der Kirche wurde durch Unterstützung seitens der Armenischen Diaspora ermöglicht. Für die Verkleidung des Gebäudes verwendete man aprikosenfarbigen armenischen Ani-Tuffstein, der zum Bau der mittelalterlichen armenischen Hauptstadt Ani diente.
Die Blaue Moschee wurde 1766 fertiggestellt, als Jerewan zu Persien gehörte. Zu Sowjetzeiten beherbergte sie das Stadtmuseum Jerewan, das 1995 in einen Neubau umzog. Seit 1999 dient das Gebäude wieder als schiitische Moschee, vorwiegend für Migranten und Touristen aus Iran und anderen Nachbarländern.
Im Historischen Museum, im Museum für Volkskunst und in der Gemäldegalerie, die über 14.000 Werke zählt, sowie in den vielen anderen Museen der Stadt gewinnt man einen Einblick in die Geschichte, Literatur und Kunst des armenischen Volkes.
Das Charles-Aznavour-Center befindet sich oberhalb der Kaskade von Jerewan.
Das Komitas Pantheon im Distrikt Schengawit enthält etwa 60 Gräber bedeutender armenischer Persönlichkeiten. Es wurde 1936 errichtet und ist nach dem Begründer der modernen armenischen Musik Komitas benannt.
In Jerewan befindet sich die Aufbewahrungs- und Forschungsstätte für alte Handschriften und Miniaturen Armeniens und anderer Länder: Matenadaran, wo etwa 13.000 einmalige armenische Handschriften auf Pergament und Papier, über 100.000 alte Archivalien sowie umfangreiche Sammlungen von Wiegendrucken aus verschiedenen Wissensbereichen aufbewahrt werden.
In der armenischen Hauptstadt befindet sich der Denkmalkomplex Zizernakaberd; dort sind dunkelgraue Basalt-Pylone schützend um eine ewige Flamme errichtet im Gedenken an die rund 1,5 Millionen Armenier, welche in den Jahren 1915 und 1916 auf Befehl der jungtürkischen Regierung des Osmanischen Reiches umgebracht wurden. Ein der Länge nach gespaltener Obelisk erinnert an die Teilung des historischen armenischen Siedlungsgebiets. Zum 80. Jahrestag des Völkermordes an den Armeniern eröffnete das unterirdisch angelegte Genozid-Museum.
Das Museum für moderne Kunst befindet sich in der Kaskade von Jerewan.
Seit 2004 findet jährlich das Filmfestival „Goldene Aprikose“ statt. Die meisten Filme werden im Lichtspielhaus „Moskau“ gezeigt, das in den 1930ern erbaut wurde.
Höchstes Bauwerk ist der Fernsehturm, auch die Nationalallegorie Mutter Armenien sticht hervor.
Der Zoo Jerewans befindet sich im Osten der Stadt auf einer Fläche von 85.000 m².

## Städtepartnerschaften
Jerewan unterscheidet zwischen Partnerstädten und Schwesterstädten.

### Partnerstädte Jerewans
Mit Stand Juni 2018 hat Jerewan Partnerschaften mit 31 Partnerstädten. Die erste Partnerschaftsvereinbarung wurde am 9. Juni 1974 mit der montenegrinischen Hauptstadt Podgorica geschlossen, dem damaligen jugoslawischen Titograd, die letzten Partnerschaftsvereinbarungen im Oktober 2014 mit Krasnodar, Chanty-Mansijsk in Russland und Qazvin in Iran.
| Partnerstadt         | Land                | seit               | Bemerkung                                                                      |
| -------------------- | ------------------- | ------------------ | ------------------------------------------------------------------------------ |
| Athen                | Griechenland        | 15. Oktober 1993   | –                                                                              |
| Aşgabat              | Turkmenistan        | April 2014         | –                                                                              |
| Arnouville           | Frankreich          | 19. September 2009 | Partnerstadt des Jerewaner Stadtbezirks Nubarashen                             |
| Bukarest             | Rumänien            | März 2013          | –                                                                              |
| Glendale             | Vereinigte Staaten  | –                  | –                                                                              |
| Delhi                | Indien              | September 2008     | –                                                                              |
| Draguignan           | Frankreich          | 17. März 2017      | Partnerstadt des Jerewaner Stadtbezirks Malatia-Sebastia inoffiziell seit 2002 |
| Region Île-de-France | Frankreich          | April 2011         | –                                                                              |
| Lyon                 | Frankreich          | 1993               | –                                                                              |
| Chanty-Mansijsk      | Russland            | 11. Oktober 2014   | –                                                                              |
| Kaliningrad          | Russland            | November 2009      | –                                                                              |
| Kiew                 | Ukraine             | 14. September 1995 | –                                                                              |
| Krasnodar            | Russland            | 10. Oktober 2014   | –                                                                              |
| Qazvin               | Iran                | 9. Oktober 2014    | –                                                                              |
| Minsk                | Belarus             | Juni 2002          | –                                                                              |
| Moskau               | Russland            | 11. Juni 1995      | –                                                                              |
| Pesaro               | Italien             | –                  | –                                                                              |
| Peking               | Volksrepublik China | 29. Juli 2011      | –                                                                              |
| Le Plessis-Robinson  | Frankreich          | 26. April 2006     | Partnerstadt des Jerewaner Stadtbezirks Arabkir                                |
| Podgorica            | Montenegro          | 9. Juni 1974       | –                                                                              |
| Rio de Janeiro       | Brasilien           | Februar 2007       | –                                                                              |
| Sankt Petersburg     | Russland            | 19. Juni 1997      | –                                                                              |
| Sofia                | Bulgarien           | September 2008     | –                                                                              |
| Stepanakert          | Arzach              | 28. September 2012 | –                                                                              |
| Warschau             | Polen               | Juni 2013          | –                                                                              |
| Wien                 | Österreich          | Juni 2015          | Partnerstadt des Jerewaner Stadtbezirks Erebuni                                |
| Willoughby City      | Australien          | Juni 2017          | Partnerstadt des Jerewaner Stadtbezirks Nor Nork                               |
| Region Toskana       | Italien             | 23. Juni 1996      | –                                                                              |
| Paris                | Frankreich          | 1998               | –                                                                              |

### Schwesterstädte Jerewans

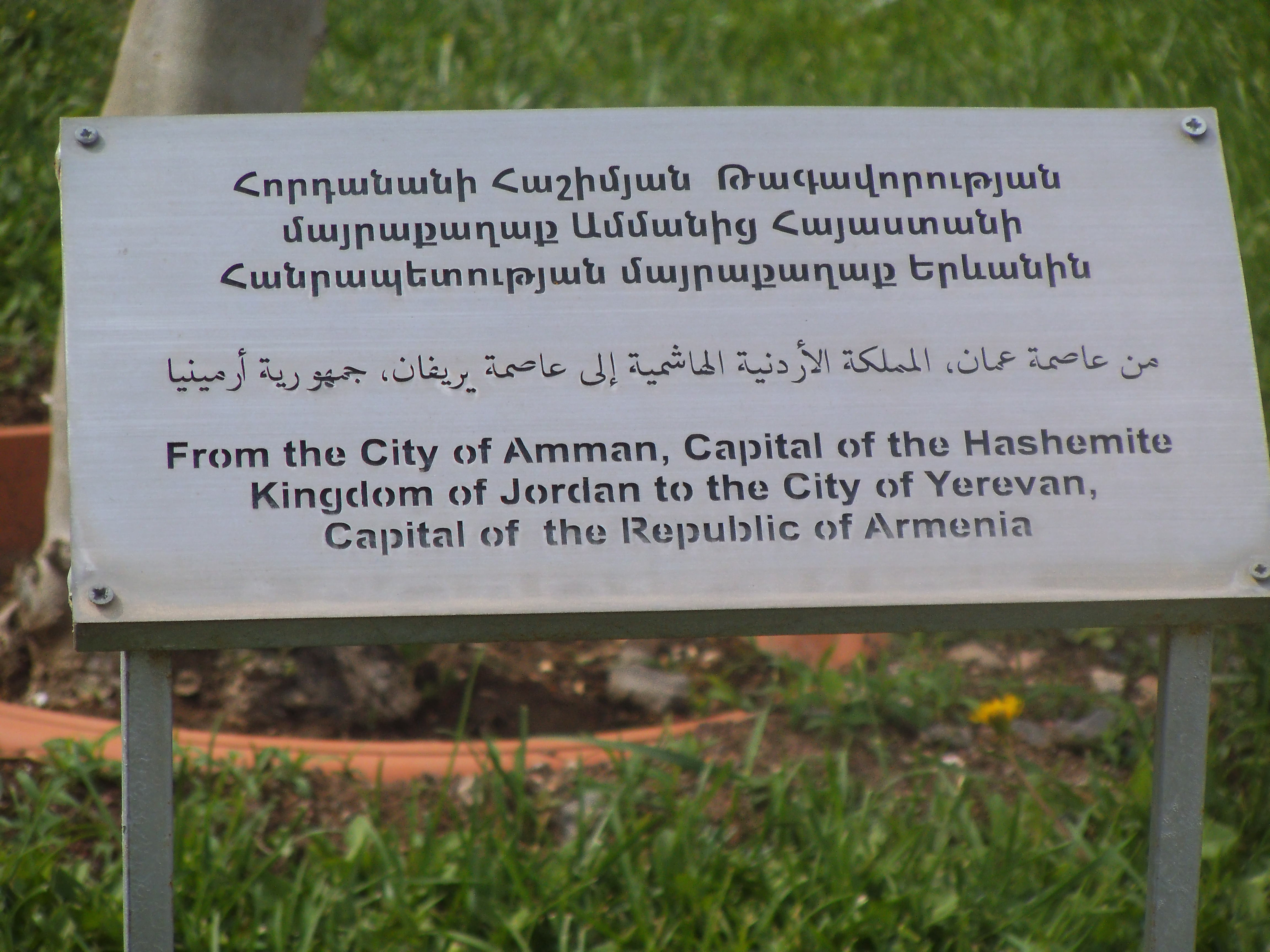
Gedenktafel in Jerewan für einen von der Schwesterstadt Amman gespendeten Olivenbaum.

Mit Stand Juni 2018 hat Jerewan Partnerschaften mit 24 Schwesterstädten. Die erste Partnerschaftsvereinbarung wurde am 12. September 1973 mit der italienischen Stadt Carrara geschlossen, die letzte am 9. Oktober 2015 mit dem russischen Wolgograd.
| Schwesterstadt | Land               | seit               | Bemerkung                                            |
| -------------- | ------------------ | ------------------ | ---------------------------------------------------- |
| Amman          | Jordanien          | 29. Oktober 2014   | –                                                    |
| Antananarivo   | Madagaskar         | 1981               | –                                                    |
| Antony         | Frankreich         | –                  | Schwesterstadt des Jerewaner Stadtbezirks Dawtaschen |
| Beirut         | Libanon            | Oktober 1997       | –                                                    |
| Buenos Aires   | Argentinien        | 18. Mai 2000       | –                                                    |
| Bratislava     | Slowakei           | 28. April 2000     | –                                                    |
| Damaskus       | Syrien             | 25. April 1997     | –                                                    |
| Rostow am Don  | Russland           | 20. April 2004     | –                                                    |
| Tiflis         | Georgien           | 4. Juni 1996       | –                                                    |
| Los Angeles    | Vereinigte Staaten | 23. Februar 2007   | –                                                    |
| Carrara        | Italien            | 12. September 1973 | –                                                    |
| Marseille      | Frankreich         | 25. Januar 1992    | –                                                    |
| Montreal       | Kanada             | 8. September 1998  | –                                                    |
| Nizza          | Frankreich         | 20. September 2007 | –                                                    |
| Nowosibirsk    | Russland           | 10. Oktober 2014   | –                                                    |
| Riga           | Lettland           | Juli 2013          | –                                                    |
| São Paulo      | Brasilien          | 8. Mai 2002        | –                                                    |
| Isfahan        | Iran               | 5. Mai 1995        | –                                                    |
| Stawropol      | Russland           | 28. Oktober 1994   | –                                                    |
| Venedig        | Italien            | 15. Dezember 2011  | –                                                    |
| Wolgograd      | Russland           | 9. Oktober 2015    | erste Kooperationsvereinbarung am 29. Mai 1998       |
| Cambridge      | Vereinigte Staaten | 5. Oktober 1987    | –                                                    |
| Chișinău       | Moldau             | 25. Mai 2000       | –                                                    |
| Odessa         | Ukraine            | 25. November 1995  | –                                                    |

## Söhne und Töchter der Stadt
In der Stadt Jerewan sind im Laufe der Zeit zahlreiche namhafte Persönlichkeiten geboren worden. Dazu zählen etwa Künstler, Musiker, Schriftsteller, Politiker, Staatsbedienstete oder Sportler. Sie sind in der Liste von Söhnen und Töchtern Jerewans chronologisch nach dem Geburtsjahr aufgeführt.